# Ubertino da Corleone
Ubertino da Corleone O.F.M. (Corleone, 1320 circa – Roma, dicembre 1399) è stato un religioso, vescovo cattolico e diplomatico italiano.

## Biografia

### Inizi e formazione
Nato nel nel 1320 circa, Ubertino o Bertino da Corleone, al secolo Ubertino Piagerio professò nell'Ordine dei frati minori, probabilmente presso il convento di San Francesco d'Assisi a Palermo, dove studiò filosofia scolastica e teologia.
Continuò gli studi a Londra, Oxford e Parigi. Tornato in Italia fu lettore a Pisa e Padova. Col consenso di Marco da Viterbo, papa Urbano V lo fece esaminare da fra' Gabriele da Volterra per concedergli la licenza in teologia ed avviarlo all'insegnamento. 

### Carriera ecclesiastica
Il re Federico IV di Sicilia il 31 luglio 1371 lo nominò cappellano maggiore del regno con una rendita di 24 onze annue, nonché i privilegi annessi.
Nel 1372 si recò a Napoli per conto del monarca a trattare con Giovanna I d’Angiò per stabilire la pace tra i due regni e convincere Antonia del Balzo a sposarlo. A Napoli presso il convento di San Lorenzo Maggiore, dove risiedeva s'incontrò con Giovanni Boccaccio.
Il 2 marzo 1372 fu inviato ad Avignone a proporre l'offerta di pace di Federico a papa Gregorio XI. In risposta, per la stima che provava nei suoi confronti, nominò Ubertino a cappellano d’onore. Successivamente fu presso il doge di Genova, Domenico Fregoso per partecipare ai congressi di pace.
Il 22 dicembre 1372 papa Gregorio XI lo nominò vescovo in partibus di Corico (nel Regno armeno di Cilicia). Poiché era ancora a Napoli, fu consacrato dal legato pontificio Jean de Revaillon, vescovo di Sarlat, assistito dal vescovo di Catania, Marziale, O.S.B..
Ebbe un lungo scontro con il frate Nicolò da Agrigento, che in una deposizione del 1373 resa dinnanzi ai francescani Matteo della Porta e Simone del Pozzo, accusava Ubertino di essere controverso ed a tratti eretico, soprattutto nelle tesi delle proprie predicazioni, nonché di condurre una vita mondana. Con lui Nicolò contendeva la carica di maestro provinciale dell'ordine a Palermo. Poco dopo il capitolo generale di Napoli, nel giugno del 1370, Ubertino convocò un proprio capitolo assieme a 20 frati che concepirono un libello contro Nicolò.
Il 28 novembre 1373 fu nominato vescovo di Patti e Lipari, lasciando la carica di cappellano maggiore il 1º gennaio 1376 (affidata a Ruggero da Ceva). Durante lo scisma d'Occidente, sostenne per un periodo la causa avignonese e l'antipapa Clemente VII: infatti fu rimosso dall'incarico vescovile il 30 maggio 1386 da papa Urbano VI e sostituito da mons. Francesco Vitale fino al 16 maggio 1390, quando fu riabilitato nella diocesi dal nuovo papa Bonifacio IX.
Servì di nuovo come diplomatico alla Santa Sede per indagare questioni pecuniarie nella provincia francescana di Toscana. Per l'abilità da mediatore tra papa Bonifacio IX e l'antipapa Benedetto XIII fu richiesto da Martino I d'Aragona detto il Vecchio, presso Aragona.
Morì nel dicembre del 1399 dopo essere stato, per breve tempo, vescovo di Gaeta dal 18 agosto 1397.

## Genealogia episcopale
La genealogia episcopale è:
- Vescovo Jean de Revaillon
- Vescovo Ubertino da Corleone, O.F.M.